# Marathon van Hamburg 1991
De marathon van Hamburg 1991 werd gelopen op zondag 26 mei 1991. Het was de zesde editie van deze marathon.
Voor de tweede achtereenvolgende maal kwam bij de mannen de Duitser Jörg Peter als eerste over de streep, ditmaal in 2:10.43. Zijn landgenote Annette Fincke won bij de vrouwen in 2:35.48.
In totaal finishten 7402 marathonlopers, waarvan 813 vrouwen.

## Uitslagen

### Mannen
| rang   | naam               | land | tijd    |
| ------ | ------------------ | ---- | ------- |
| Goud   | Jörg Peter         | GER  | 2:10.43 |
| Zilver | Wiktor Sawicki     | POL  | 2:14.01 |
| Brons  | Tesfaye Bekele     | ETH  | 2:14.13 |
| 4      | Marek Deputat      | POL  | 2:14.34 |
| 5      | Julius Sumawe      | TAN  | 2:14.50 |
| 6      | Kurt Hürst         | SUI  | 2:15.13 |
| 7      | Leonid Tikhonov    | RUS  | 2:15.20 |
| 8      | Karol Dolega       | POL  | 2:16.54 |
| 9      | Igor Izyumov       | RUS  | 2:17.04 |
| 10     | Jouni Kortelainen  | FIN  | 2:17.09 |
| 11     | Yuriy Kuzmin       | RUS  | 2:17.18 |
| 12     | Jean-Pierre Paumen | BEL  | 2:18.54 |
| 13     | Leif Laszig        | GER  | 2:19.50 |
| 14     | Andrzej Witczak    | POL  | 2:20.49 |
| 16     | Boay Gurgo         | TAN  | 2:21.00 |

### Vrouwen
| rang   | naam               | land | tijd    |
| ------ | ------------------ | ---- | ------- |
| Goud   | Annette Fincke     | GER  | 2:35.48 |
| Zilver | Judit Nagy         | HUN  | 2:37.17 |
| Brons  | Paulina Grigorenko | BLR  | 2:38.54 |
| 4      | Olga Durynina      | RUS  | 2:39.12 |
| 5      | Albina Gallyamova  | RUS  | 2:40.34 |
| 6      | Tatyana Bultot     | RUS  | 2:40.41 |
| 7      | Birgit Schuckmann  | GER  | 2:42.45 |
| 8      | Anna-Maria Garelli | ITA  | 2:43.09 |
| 9      | Dana Hajna         | TCH  | 2:43.15 |
| 10     | Irina Ruban        | RUS  | 2:44.06 |
| 11     | Magda Ilands       | BEL  | 2:44.10 |
| 12     | Angelika Dunke     | GER  | 2:47.13 |
| 13     | Agota Farkas       | HUN  | 2:53.07 |
| 14     | Ute Schmidt        | GER  | 2:53.47 |
| 15     | Doris Koslowski    | GER  | 2:54.53 |

1986 · 1987 · 1988 · 1989 · 1990 · 1991 · 1992 · 1993 · 1994 · 1995 · 1996 · 1997 · 1998 · 1999 · 2000 · 2001 · 2002 · 2003 · 2004 · 2005 · 2006 · 2007 · 2008 · 2009 · 2010 · 2011 · 2012 · 2013 · 2014 · 2015 · 2016 · 2017